# رونکو بیلزه
رونکو بیلزه (به ایتالیایی: Ronco Biellese) یک کومونه در ایتالیا است که در استان بیه‌لا واقع شده‌است. رونکو بیلزه ۳٫۸۰ کیلومتر مربع مساحت و ۱٬۵۰۶ نفر جمعیت دارد.